# ادوارد لوسی-اسمیت

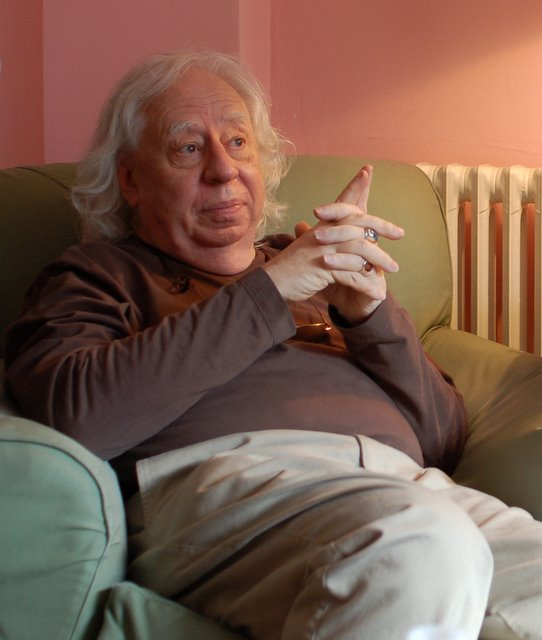
ادوارد لوسی-اسمیت

جان ادوارد مک‌کنزی لوسی-اسمیت (به انگلیسی: John Edward McKenzie Lucie-Smith) (متولد ۲۷ فوریه ۱۹۳۳) یک نویسنده، شاعر و منتقد هنری پرکار بریتانیایی است.

## زندگی‌نامه
لوسی-اسمیت در سال ۱۹۳۳ در کینگستون، جامائیکا، متولد شد و سپس در سال ۱۹۴۶ به بریتانیا مهاجرت کرد. او در مدرسه سلطنتی در کنتربری تحصیل کرد و پس از اقامت کوتاهی در پاریس به تحصیل در کالج مرتون در آکسفورد پرداخت.
پس از خدمت در نیروی هوایی سلطنتی و آگهی‌نویسی، وی به یک نویسنده تمام وقت بدل شد، و به همراه فیلیپ هابسبام در لندن گروه شعر گروپ (The Group) را تشکیل داد.
همچنین وی در اوایل دهه ۱۹۸۰ چندین مجموعه مصاحبه و گفتگو با هنرمندان را در رادیو بی‌بی‌سی ۳ اداره می‌کرد.